# Cosenza Calcio
Cosenza Calcio Srl is een Italiaanse voetbalclub uit Cosenza.
De club werd opgericht in 1914 en in 2003 en 2007 heropgericht. In 2009 werd de naam Cosenza Calcio 1914 aangenomen. Cosenza speelde in de Prima Divisione B, de Italiaanse derde klasse, waaruit het in 2011 degradeerde. De club ging failliet en op 28 juli 2011 werd opvolger Nuova Cosenza Calcio opgericht. In 2013 werd de oude naam weer aangenomen.

## Eindklasseringen
- 1971 9e
Serie C
- 1972 13e
Serie C
- 1973 14e
Serie C
- 1974 18e
Serie C
- 1975 1e
Serie D
- 1976 17e
Serie C
- 1977 20e
Serie C
- 1978 5e
Serie D
- 1979 11e
Serie C2
- 1980 1e
Serie C2
- 1981 15e
Serie C1
- 1982 2e
Serie C2
- 1983 6e
Serie C1
- 1984 7e
Serie C1
- 1985 7e
Serie C1
- 1986 12e
Serie C1
- 1987 4e
Serie C1
- 1988 2e
Serie C1
- 1989 6e
Serie B
- 1990 14e
Serie B
- 1991 16e
Serie B
- 1992 5e
Serie B
- 1993 7e
Serie B
- 1994 10e
Serie B
- 1995 15e
Serie B
- 1996 11e
Serie B
- 1997 17e
Serie B
- 1998 1e
Serie C1
- 1999 16e
Serie B
- 2000 11e
Serie B
- 2001 8e
Serie B
- 2002 12e
Serie B
- 2003 19e
Serie B
- 2004 7e
Serie D
- 2005 8e
Serie D
- 2006 3e
Serie D
- 2007 4e
Serie D
- 2008 1e
Serie D
- 2009 1e
Seconda Divisione
- 2010 12e
Prima Divisione
- 2011 14e
Prima Divisione
- 2012 2e
Serie D
- 2013 2e
Serie D
- 2014 4e
Seconda Divisione
- 2015 10e
Prima Divisione
- 2016 5e
Prima Divisione
- 2017 7e
Prima Divisione
- 2018 5e
Serie C
- 2019 10e
Serie B
- 2020 15e
Serie B
- 2021 17e
Serie B
- 2022 16e
Serie B
- 2023 17e
Serie B
- 2024 9e
Serie B
- 2025 20e
Serie B

- Serie B
- Serie C
- Prima Divisione
- Seconda Divisione
- Serie D

## Resultaten per seizoen
| Seizoen | Competitie                          | Niveau | Eindstand | Coppa Italia | Opmerking                                                              |
| ------- | ----------------------------------- | ------ | --------- | ------------ | ---------------------------------------------------------------------- |
| 2000/01 | Serie B                             | II     | 8         | 2e ronde     |                                                                        |
| 2001/02 | Serie B                             | II     | 12        | 3e groep 2   |                                                                        |
| 2002/03 | Serie B                             | II     | 19        | 1e ronde     | Geen licentie meer en teruggezet naar Serie D                          |
| 2003/04 | Serie D Girone I                    | V      | 7         | --           |                                                                        |
| 2004/05 | Serie D Girone I                    | V      | 9         | --           |                                                                        |
| 2005/06 | Serie D Girone I                    | V      | 3         | 8e finale    | Finale regionale promotieserie > US Vibonese Calcio (1-2)              |
| 2006/07 | Serie D Girone I                    | V      | 4         | --           | halve finale regionale promotieserie                                   |
| 2007/08 | Serie D Girone I                    | V      | 1         | --           |                                                                        |
| 2008/09 | Lega Pro Seconda Divisione Girone C | IV     | 1         | --           |                                                                        |
| 2009/10 | Serie C Groep B                     | III    | 11        | 2e ronde     |                                                                        |
| 2010/11 | Serie C Groep B                     | III    | 14        | 2e ronde     | verliezer play-out > FC Esperia Viareggio (1-4); geen licentie meer    |
| 2011/12 | Serie D Groep I                     | V      | 2         | --           | winnaar regionale promotieserie maar krijgt geen proflicentie          |
| 2012/13 | Serie D Groep I                     | V      | 2         | 1e ronde     | 3e ronde promotieserie maar promoveert t.g.v. opvulling                |
| 2013/14 | Lega Pro Seconda Divisione Groep B  | IV     | 4         | --           | Geplaatst voor nieuwe Lega Pro                                         |
| 2014/15 | Lega Pro Groep C                    | III    | 10        | 1e ronde     |                                                                        |
| 2015/16 | Lega Pro Groep C                    | III    | 5         | 2e ronde     |                                                                        |
| 2016/17 | Lega Pro Groep C                    | III    | 7         | 2e ronde     | kwartfinale promotieserie                                              |
| 2017/18 | Serie C                             | III    | 5         | 1e ronde     |                                                                        |
| 2018/19 | Serie B                             | II     | 10        | 3e ronde     |                                                                        |
| 2019/20 | Serie B                             | II     | 15        | 2e ronde     |                                                                        |
| 2020/21 | Serie B                             | II     | 17        | 4e ronde     | Vanwege de uitsluiting van Chievo Verona alsnog handhaving in Serie B. |
| 2021/22 | Serie B                             | II     | 16        | 1e ronde     | winnaar play-out > L.R. Vicenza: 0-1 /2-0                              |
| 2022/23 | Serie B                             | II     | 17        | 1e ronde     | winnaar play-out > Brescia: 1-0 / 1-1                                  |
| 2023/24 | Serie B                             | II     | 9         | 1e ronde     |                                                                        |
| 2024/25 | Serie B                             | II     | 20        | 1e ronde     |                                                                        |
| 2025/26 | Serie C                             | III    | .         | --           |                                                                        |

## Bekende (oud-)spelers
- Djavan Anderson
- Filippo Antonelli
- Reda Boultam
- Attilio Demaría
- Mark Edusei
- Carlos Apna Embalo
- Stefano Fiore
- Mariano Izco
- Franck Kanouté
- Rodney Kongolo
- Silvio Longobucco
- Cristiano Lucarelli
- Alberto Malusci
- Paulo da Silva
- Paolo Tramezzani

## Bekende (oud-)trainers
- Bruno Giorgi
- Edoardo Reja